# M2M (banda)
M2M es un dúo noruego de música pop, muy popular entre fines de la década de 1990 y comienzos de la década de 2000. Está compuesto por Marion Elise Raven y Marit Elizabeth Larsen, ambas nacidas en Lørenskog, Noruega, quienes se conocieron a principios de la década de 1990 cuando tenían 5 y 6 años de edad respectivamente. Bajo el nombre de M2M se publicaron 3 discos: Shades of Purple (2000), The Big Room (2002) y The Day You Went Away: The Best of M2M (2003). Sin embargo, ya habían publicado un LP bajo el nombre de "Hubba Bubba" en sus inicios artísticos con 'EMI' Noruega.
El dúo se disolvió producto de una decisión de su compañía discográfica Warner Music (a través de su filial Atlantic Records) debido a razones comerciales fundamentadas en la baja venta de sus discos (a pesar de que fue un éxito en América Latina, Noruega, Asia y Australia) en septiembre del 2024 anunciaron su regreso a los escenarios con tour mundial 

## Historia
El dúo se conoció a nivel mundial debido a la canción Don't Say You Love Me (1999) incluido en la banda sonora de Pokémon The First Movie: Mewtwo Strikes Back, el cual tuvo un éxito inmediato.
Su primer disco, Shades of Purple editado en el año 2000 tuvo una gran respuesta en su Noruega natal, Asia y algunos países latinoamericanos como Chile y México con canciones como "Mirror, Mirror", "The Day You Went Away" o "Dont Say You Love Me".
Su enorme éxito en Asia llevó a editar versiones de sus canciones en chino mandarín, lo cual hizo consolidar su popularidad.
Al igual que su éxito y popularidad en América Latina las llevó a grabar un tema en español titulado "Todo lo que haces" que es la versión en castellano de su éxito internacional "Everything You Do" e incluso editaron el vídeo en inglés y añadieron escenas de estudio grabando la canción en castellano para hacer el vídeo del mismo.
En el año 2002 se editó su segundo álbum, titulado The Big Room. La evolución de su música se caracterizó por un pop muy fino que se diferenció mucho de su anterior trabajo, principalmente en las voces, sobre todo la de Marion Raven, dicho trabajo tuvo como cortes promocionales "Everything" , "What You Do About Me" y "Don't" que igualmente lograron posicionarse rápidamente en los primeros lugares de popularidad.
Sin embargo, mientras estaban de gira con la cantante norteamericana Jewel, el dúo tuvo un final inesperado cuando Atlantic Records -en vista a las bajas ventas de su trabajo musical- decide obligar a ambas a disolver el grupo. Tras el hecho que fue desagradable para ambas partes, Marion Raven recibió una oferta de parte de Atlantic Records para grabar su primer disco solista titulado Here I Am (Aquí Estoy) editado en junio del año 2005, mientras que Marit Larsen completó estudios en la Universidad de Oslo en los siguientes años; Marit Larsen grabó su primer disco solista titulado Under the Surface, editado en marzo de 2006. Las carreras solistas de ambas han tenido un modesto éxito internacional, destacándose en las listas de popularidad de su país natal, Noruega.
El 16 de septiembre de 2024 aparece una cuenta en Facebook de M2M con una publicación donde se ve una foto de ambas. El 22 de septiembre de 2024, Larsen y Raven publicaron un vídeo a través de Instagram de ellas cantando la versión acústica de «The Day You Went Away» y con el título "Let’s give this story a better ending…" (Démosle a esta historia un final mejor...), creando también una nueva cuenta oficial de Instagram y TikTok para M2M, y una página web oficial.

## Discografía

### Álbumes de estudio
- ...Synger Kjente Barnesanger (1996) as 'Marit og Marion'
- Shades of Purple (2000)
- The Big Room (2002)

### Compilaciones
- The Day You Went Away: The Best of M2M (2003)

### Sencillos
| Año                                    | Sencillo                                                 | Mejores posiciones en listas | Mejores posiciones en listas | Mejores posiciones en listas | Mejores posiciones en listas | Mejores posiciones en listas | Mejores posiciones en listas | Mejores posiciones en listas | Mejores posiciones en listas | Mejores posiciones en listas | Mejores posiciones en listas | Certificación (es) (ventas) | Álbum                                  |
| Año                                    | Sencillo                                                 | NOR                          | AUS                          | FRA                          | IRE                          | NL                           | NZ                           | SWE                          | SWI                          | UK                           | US                           | Certificación (es) (ventas) | Álbum                                  |
| -------------------------------------- | -------------------------------------------------------- | ---------------------------- | ---------------------------- | ---------------------------- | ---------------------------- | ---------------------------- | ---------------------------- | ---------------------------- | ---------------------------- | ---------------------------- | ---------------------------- | --------------------------- | -------------------------------------- |
| 1999                                   | " Don't Say You Love Me"                                 | 2                            | 4                            | 21                           | 12                           | 16                           | 4                            | 17                           | 76                           | 16                           | 21                           | - AUS: Gold - US: Gold      | Shades of Purple                       |
| 2000                                   | " Mirror mirror"                                         | —                            | 30                           | —                            | —                            | —                            | —                            | —                            | —                            | —                            | 62                           | - US: Oro                   | Shades of Purple                       |
| 2000                                   | " The Day You Went Away"                                 | —                            | —                            | —                            | —                            | —                            | —                            | —                            | —                            | —                            | —                            |                             | Shades of Purple                       |
| 2000                                   | "Everything You Do"                                      | —                            | —                            | —                            | —                            | —                            | —                            | —                            | —                            | —                            | —                            |                             | Shades of Purple                       |
| 2000                                   | "Pretty Boy"                                             | —                            | —                            | —                            | —                            | —                            | —                            | —                            | —                            | —                            | —                            |                             | Shades of Purple                       |
| 2000                                   | "Girl in Your Dreams"                                    | —                            | —                            | —                            | —                            | —                            | —                            | —                            | —                            | —                            | —                            |                             | Shades of Purple                       |
| 2002                                   | " Everything"                                            | 6                            | 27                           | —                            | —                            | —                            | 44                           | —                            | —                            | —                            | —                            |                             | The Big Room                           |
| 2002                                   | " What You Do About Me"                                  | —                            | 46                           | —                            | —                            | —                            | —                            | —                            | —                            | —                            | —                            |                             | The Big Room                           |
| 2002                                   | " Don't"                                                 | —                            | —                            | —                            | —                            | —                            | —                            | —                            | —                            | —                            | —                            |                             | The Big Room                           |
| 2002                                   | "Wanna Be Where You Are"                                 | —                            | —                            | —                            | —                            | —                            | —                            | —                            | —                            | —                            | —                            |                             | The Big Room                           |
| 2003                                   | "Todo Lo Que Haces ("Everything You Do" spanish version) | -                            | -                            | —                            | —                            | —                            | -                            | —                            | —                            | —                            | —                            |                             | The Day You Went Away: The Best of M2M |
| 2003                                   | "Pretty Boy (Mandarin version)"                          | —                            | -                            | —                            | —                            | —                            | —                            | —                            | —                            | —                            | —                            |                             | The Day You Went Away: The Best of M2M |
| "—" denota que no entró en los charts. |                                                          |                              |                              |                              |                              |                              |                              |                              |                              |                              |                              |                             |                                        |